# Güzelyayla, Kulu
Güzelyayla là một xã thuộc huyện Kulu, tỉnh Konya, Thổ Nhĩ Kỳ. Dân số thời điểm năm 2011 là 214 người.